# Eurobandið
Еуробандид (Eurobandið) је исландска музичка група, основана 2006. у Рејкјавику, Исланд. Представљали су Исланд на Песми Евровизије 2008. у Београду са песмом "This Is My Life". Из полуфинала 22. маја су се пласирали у финале 24. маја и освојили четрнаесто место. Бенд су основали Фридрик Умар и Регина Уск.

## Фридрик Умар
Фридрик Умар (Friðrik Ómar) рођен је 4. октобра 1981. у Акурејрију, Исланд. Са само пет година је почео да свира бубњеве. Такође, почео је да свира клавир и гитару, а прву песму написао је са само десет година. До своје осамнаесте године, Фридрик је издао два соло албума и певао на специјалном концерту у част председника Исланда.
Учествовао је у пет успешних музичких емисија, а радио је са најуспешнијим исландским извођачима, музичарима и групама. Снимио је два успешна албума који су достигли златни тираж, а један од њих чак и платинасти. Такође, био је номинован за Музичку награду Исланда за најбољег певача.

## Регина Уск
Регина Уск (Regína Ósk) рођена је 21. децембра 1977. у Рејкјавику, Исланд, и, као и Фридрик, почела је да пева пре него што је почела да говори. Када је била млада тинејџерка, победила је на два музичка такмичења, певала је соло у школском хору и студирала је оперско певање на Академији певања и вокалних уметности у Рејкјавику. Након тога, ишла је на часове џеза.
Њен први бенд била је женска група Söngsystur, која је касније прерасла у октет 8-villt. 1999. године је упознала Селму Бјерндотир, која је представљала Исланд на Песми Евровизије 1999. и Песми Евровизије 2005. Издала је три соло албума, Regína Ósk (2005), Í djúpum dal (2006) и Ef væri ég (2007).

## Пратећи Еуробандид бенд
Пратећи бенд, који свира док Фридрик и Регина певају, чине још четири члана. Роберт Порлхасон свира бас, Кристијан Гретарсон гитару, Бенедикт Брилифсон свира бубњеве, а Гретар Уварсон свира клавијатуре.

## Песма Евровизије

### 2005.
Фридрик Умар и Регина Уск обоје су учествовали на националном избору за представника Исланда на такмичењу за Песму Евровизије. Регина је са песмом "Þér við hlið" заузела друго место, а Фридрик са песмом "að sem verður" треће место у финалу. Тада су се упознали, постали љубавни пар и основали бенд у марту 2006.

### 2007.
Фридрик Умар је са песмом "Eldur" заузео друго место на исландском избору за представника на такмичењу за Песму Евровизије 2007. у Хелсинкију.

### 2008.
Коначно, 23. фебруара 2008. године, Регина и Фридрик су успели да остваре свој сан и победе на исландском избору за представника на Песми Евровизије 2008., али су то успели да ураде заједно. У мају су стигли у Београд, Србија, и одмах започели са пробама. Исланд је требало да наступи у другом полуфиналу.
Друго полуфинале је одржано 22. маја 2008. у Београдској арени, а Еуробандид је наступио први. Са песмом "This Is My Life" постигли су велики успех. Пласирали су се у финале са 68 поена.
Финале је одржано 24. маја 2008. године, а Еуробандид је наступио једанаести. Наступили су са истим успехом. Укупно су имали 64 поена, а максималан број поена, дванаест, добили су од Данске. Завршили су на четрнаестом месту. Иако се нису високо котирали, њихова песма "This Is My Life" постала је прави хит.

## Спољањше везе
- Еуробандид на званичном сајту Песме Евровизије 2008.
- Visit the Official Euroband blog at MyEurovision